# Biernat z Lublina
Biernat xứ Lublin (tiếng Ba Lan: Biernat z Lublina, tiếng Latin Bernardus Lublinius, khoảng năm 1465 – sau năm 1529) là một nhà thơ, nhà văn, nhà dịch thuật và bác sĩ người Ba Lan. Ông là một trong những nhà văn nói tiếng Ba Lan đầu tiên được biết đến bằng tên, và là người thú vị nhất trong số những người đầu tiên. Ông bày tỏ ý kiến tự do plebeian, Phục hưng và khai phóng trong tôn giáo.

## Cuộc đời
Biernat đã viết cuốn sách đầu tiên được in bằng tiếng Ba Lan: in năm 1513, tại Kraków tại cơ sở in ấn đầu tiên của Ba Lan, được vận hành bởi Florian Ungler trộma, Raj duszny (Hortulus Animae, Eden of the Soul).
Biernat cũng đã viết tác phẩm dân gian đầu tiên trong văn học Ba Lan: một tập bao gồm truyện ngụ ngôn và truyện cổ tích: ywot Ezopa Fryga (Cuộc đời của Aesop the Phrygian), 1522.

## Tác phẩm
- Raj duszny (Eden of the Soul), 1513
- Żywot Ezopa Fryga (The Life of Aesop the Phrygian), 1522
- Dialog Polinura z Charonem (Dialog of Polinur and Charon)